# Nino Resegotti
Nino Resegotti (ur. 2 stycznia 1876 w Tromello, zm. 1 stycznia 1956 w Genui) – włoski trener piłkarski. W sezonie 1919/1920 był trenerem Interu Mediolan (wspólnie z Francesco Mauro). W 23 meczach prowadzona przez nich drużyna zwyciężyła 17 razy, 5 razy zremisowała, a raz przegrała i zdobyła mistrzostwo Włoch.